# Качо, Понграц
По́нграц Ка́чо (венг. Kacsóh Pongrác; 15 декабря 1873, Будапешт — 16 декабря 1924, Будапешт) — венгерский композитор, автор опер и оперетт.

## Биография
Окончил Коложварский университет (1896) со специализацией в области физики, одновременно занимаясь музыкой в городской консерватории. В 1898 г. перебрался в Будапешт, преподавал в гимназии физику и математику, работая над своими первыми сочинениями. Дебютировал как композитор в 1904 г. опереттой «Витязь Янош» (либр. К. Баконьи, по мотивам Ш. Петёфи).

## Основные произведения

### Оперы
- «Шиповник» (1905)
- «Ракоци» (1906, Будапештский оперный театр)
- «Доротея» (1929, Сегедский национальный театр)

### Оперетты
- «Витязь Янош» (1904)
- «Мари-Анна» (1908)

### Музыка к спектаклям
- «Колокол Арпада»
- «Лилион» (драма Ф. Мольнара, 1909)